# Roland Moreno
 (juin 2022).
Si vous disposez d'ouvrages ou d'articles de référence ou si vous connaissez des sites web de qualité traitant du thème abordé ici, merci de compléter l'article en donnant les références utiles à sa vérifiabilité et en les liant à la section « Notes et références ».
Pour les articles homonymes, voir Moreno.
Roland Moreno, né le 11 juin 1945 au Caire et mort le 29 avril 2012 à Paris, est un inventeur français. Il est célèbre notamment pour avoir inventé la carte à puce, en 1974.

## Enfance et formation
Né le 11 juin 1945 au Caire, il est le fils de Charles Moreno et de Fernande Bahbout. Jeune enfant, il émigre en France avec sa mère, qui le place en pension, les jours de semaine, dans une famille de Garches. Il fréquente les lycées Montaigne et Condorcet à Paris. Il réalise un poste à galène à 13 ans . Après son baccalauréat, il suit pendant un an des cours en sciences humaines à  la Sorbonne. Il occupe successivement différents petits emplois de 1965 à 1969. Ainsi, il est employé de bureau à la Mutuelle nationale des étudiants de France, puis monteur de luges à la CIMS en 1966, ensuite employé aux écritures au ministère des Affaires sociales. On le retrouve journaliste-reporter à Détective, garçon de courses à L'Express. De 1970 à 1972, il est secrétaire de rédaction à Chimie-actualités. Roland Moreno revient sur sa jeunesse dans les premiers chapitres de Théorie du bordel ambiant, best-seller publié aux éditions Belfond en 1990.

## Un inventeur atypique
Inventeur original, personnage charismatique fourmillant d’idées, ce bricoleur intuitif, réalise dans sa jeunesse divers gadgets : une machine à tirer à pile ou face (« Matapof »), une machine à faire sauter des allumettes déposées sur une membrane de haut-parleur, un imitateur de chants d'oiseaux, le « Radoteur » (un générateur de mots nouveaux issus d'une liste de mots du dictionnaire).
Pour expliquer sa célèbre invention, il expliquait au quotidien France-Soir, en 2006 : « J'ai trouvé la solution dans mon sommeil en rêvant. En vérité, je suis un gros paresseux et j'ai une très faible productivité ». « Je suis jaloux, très dépensier, totalement sédentaire et distrait. J'ai indiscutablement un côté professeur Nimbus »,

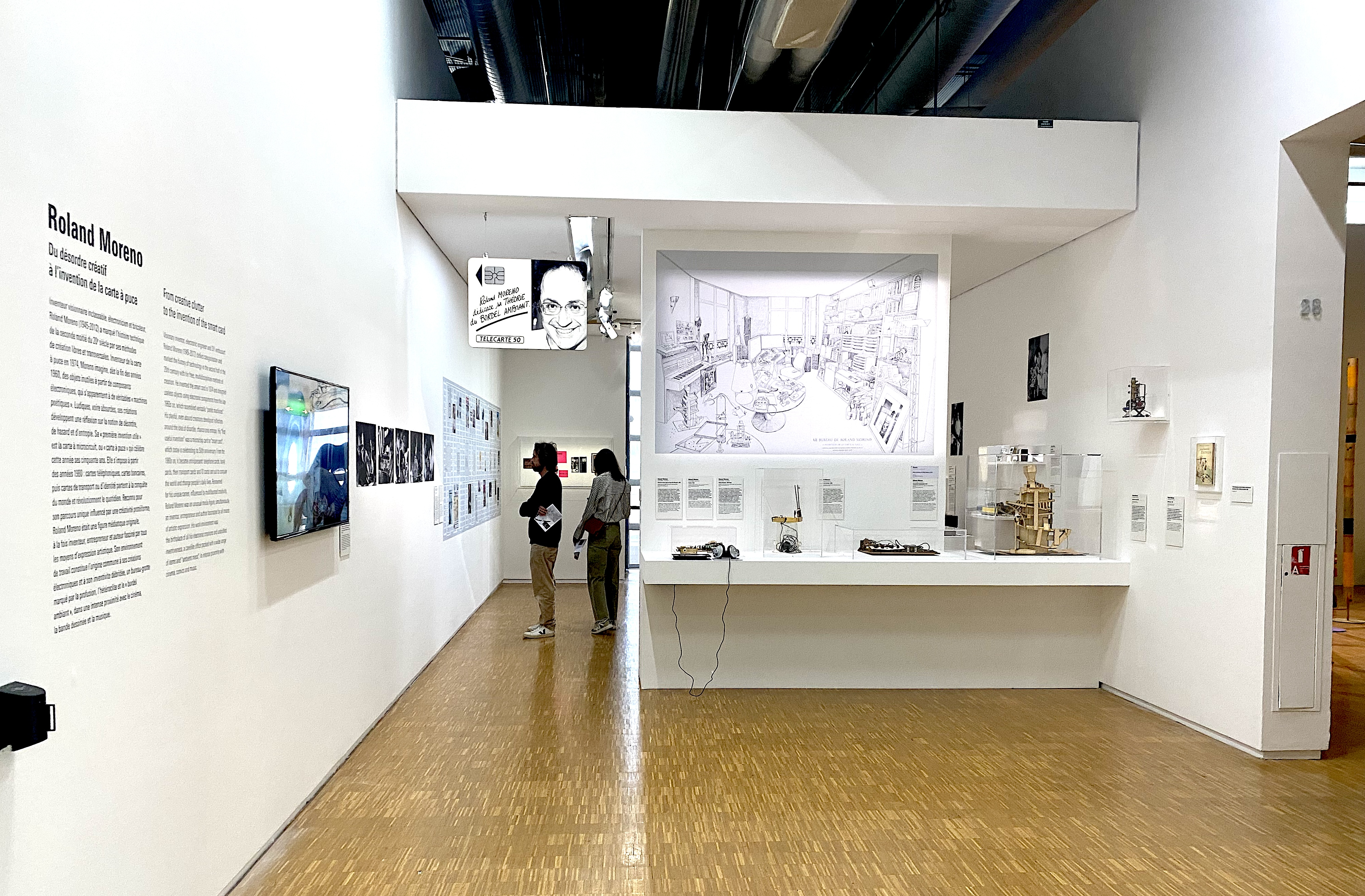
Exposition Roland Moreno au Centre Pompidou, 2024

En 2024, à l'occasion du cinquantième anniversaire de la carte à puce , le Musée national d'art moderne (MNAM) acquiert onze des créations originales de l'inventeur dont le premier prototype de carte à microcircuit, dite « carte à puce », ainsi que son terminal de paiement électronique. La même année, le Centre Pompidou organise l'exposition Roland Moreno. Du désordre créatif à l'invention de la carte à puce, qui présente au public ces acquisitions au quatrième étage du musée, du 3 juin au 14 octobre 2024.

## De l'imagination de  la carte à puce aux brevets d'invention

### Les sources d'inspiration
Insomniaque et boulimique, il se nourrit de lectures en tout genre : Électronique Actualités, Le Haut-parleur, Radio-plans et des livres de sciences-fiction. Le 25 mars 1974, il dépose un premier brevet d'invention dont la source d'inspiration, portant sur une bague comportant une information mémorisée, pourrait provenir de la lecture du roman de science-fiction de René Barjavel, La Nuit des temps, paru en 1968. Le romancier y a imaginé une bague contenant un code modifiable périodiquement, reliée à un ordinateur central, pour effectuer des opérations financières. « Chaque fois qu'un Gonda devait quelque chose de nouveau, des vêtements, un voyage, des objets, il payait avec sa clé. Il pliait le majeur, enfonçait sa clé dans un emplacement prévu à cet effet et son compte à l'ordinateur central était aussitôt diminué de la valeur de la marchandise ou du service demandé. »
Il y a également un autre « précurseur » de la carte de crédit, dans la littérature de science-fiction, en la personne de Robert A. Heinlein, dans son roman Une porte sur l'été, paru en 1957 : « Avec le code radio-actif de mon chéquier universel, vérifiable par le cerveau électronique qui commandait toutes les banques de la ville, on me donna des billets aussi rapidement que si j'avais été me faire régler à la caisse. »

## Société Innovatron

Une puce de radio-identification EPC utilisée par Wal-Mart.

En mars 1972, Roland Moreno crée l'association Innovatron. En juillet, il transforme l'association Innovatron en SA « pour vendre des idées ».
À partir de 1975, il commercialise des noms de marques ou de produits, conçus pour des sociétés à l'aide du Radoteur et de quelques retouches humaines, et a pour objectif l'exploitation du brevet de base.
Parmi les applications de la carte à puce mémoire sans microprocesseur, citons la carte téléphonique, la carte SIM des téléphones portables ainsi que la carte Navigo pour les transports publics parisiens qui utilise les puces lisibles à distance créées initialement par Innovatron lors d'un partenariat avec la RATP.
En 2012, Innovatron emploie cinq salariés gérant un portefeuille de 110 licenciés RFID.

### L'invulnérabilité des cartes mémoire
À la suite des travaux de Serge Humpich et de l'affaire des yes-cards, Moreno obtient une tribune médiatique en proposant, le 14 mars 2000, une prime d'un million de francs à quiconque parviendra, dans un délai de trois mois et par n'importe quel moyen logique, à écrire un bit dans la zone préservée par le brevet « Inhibiteur » du 17 mars 1975 et à lire un bit dans la zone préservée par la combinaison des brevets « Comparateur » et « Compteur d'erreurs ». Il déclare, le 16 juin 2000, que personne n'a trouvé la solution.

### Retombées financières
L'invention de la carte à puce, avant qu'elle n'entre dans le domaine public en 1998, aura rapporté à Innovatron l'équivalent de 150 millions d'euros.
En 2002, il a revendu ses parts de la société Gemplus, le fabricant français de carte à puce, mais était resté à la tête de sa société Innovatron, qui continue à percevoir des droits sur les cartes sans contact comme la carte Navigo. Celle-ci met en œuvre un procédé RFID de transmission de données qu'Innovatron avait développé avec la RATP.

## Vie privée et mort

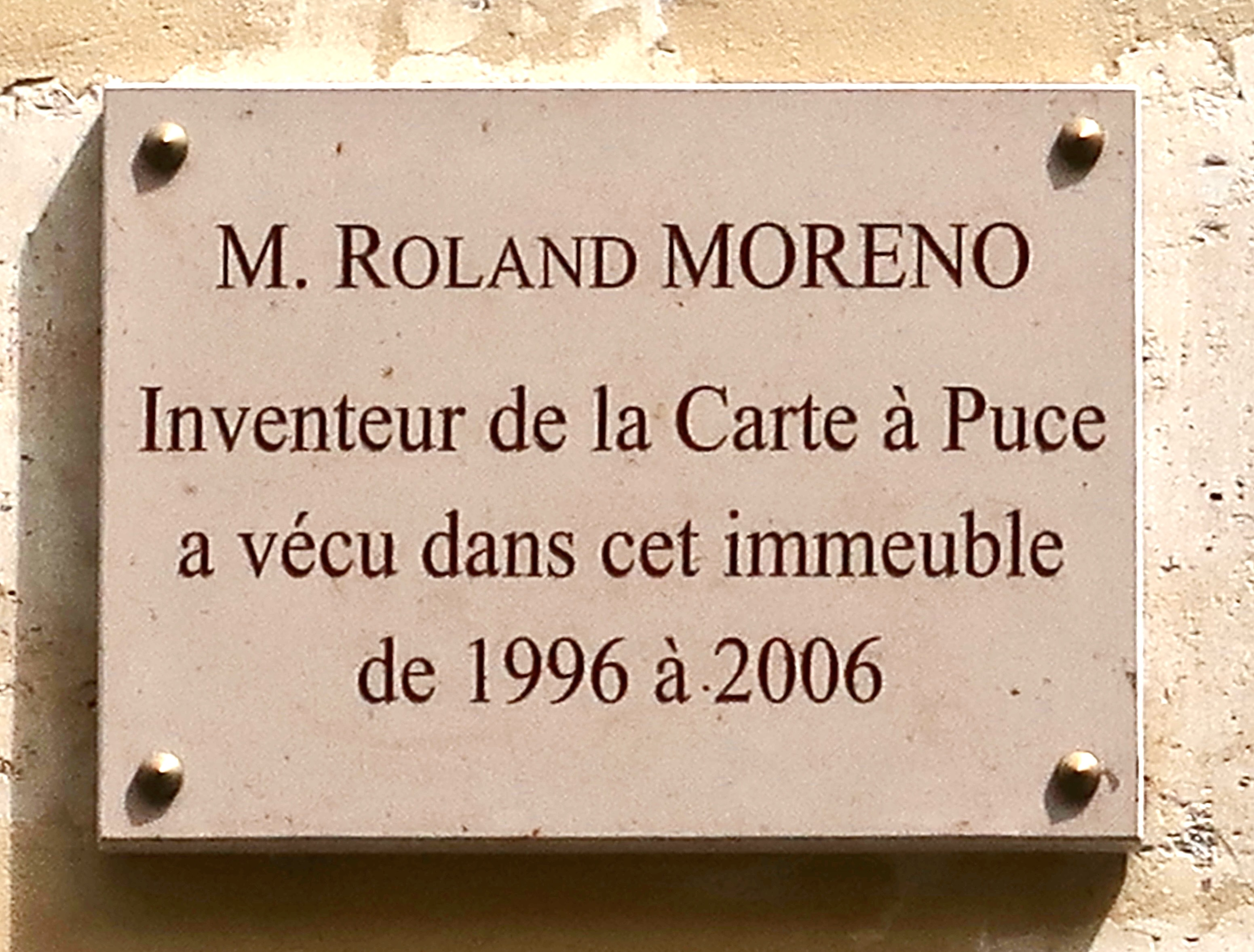
Plaque commémorative au 3, rue de l'Ancienne-Comédie.

Il habite, de 1996 à 2006, 3, rue de l'Ancienne-Comédie (VIe arrondissement de Paris). Après une première embolie pulmonaire, en 2006, il meurt le 29 avril 2012 à 66 ans, à son domicile parisien, 1, rue Danton.

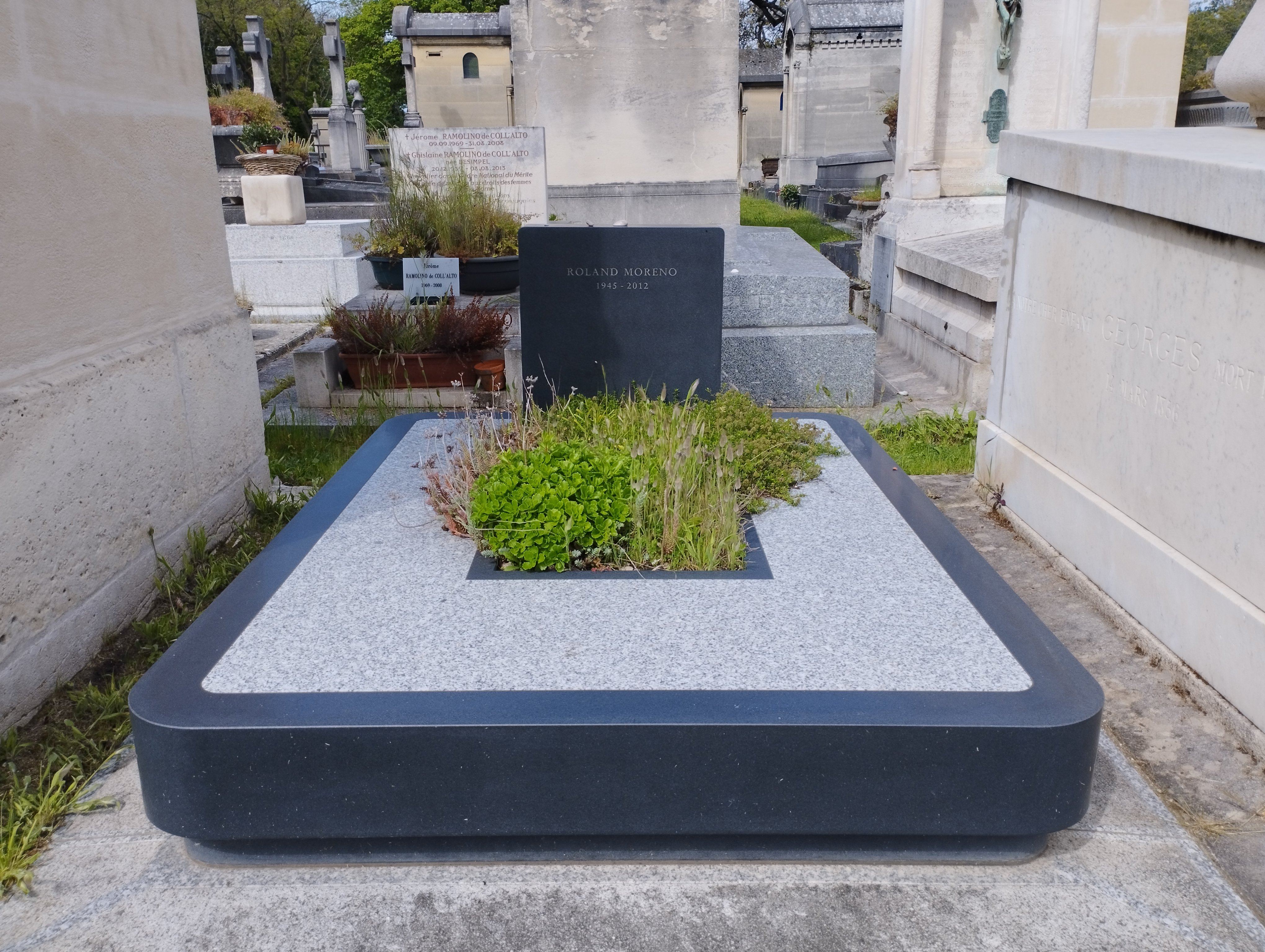
Tombe de Roland Moreno au cimetière du Montparnasse (division 11).

Il est enterré au cimetière du Montparnasse (division 11).

## Distinctions
- Officier de la Légion d'honneur (2009)
- Prix Eduard Rhein (1996) en catégorie technologie[22]

## Collections
- Musée national d'art moderne / Centre de création industrielle
- IBM Collection
- Groupement des cartes bancaires
- Orange

## Inventions
- Machine à tirer à pile ou face dite "Matapof" (1968)[23].
- Pianok (pour "Piano Ok"). Piano électronique de poche (1968)[24] ainsi que la série des synthétiseurs.
- Calculatrice incrémentale (1971)[25].
- Bague comportant une mémoire, brevet français  no 74 10191 du 25 mars 1974 ainsi que son terminal[26].
- Premier prototype industriel de Terminal de paiement électronique (avec la collaboration de Jean-Pierre Leroy) et ses « cartes « prom »[27] (Programmable Read Only Memory), premières cartes puce au format carte.
- Carte à puce mémoire, dont le brevet a été déposé en France , 1er semestre 1975.
- Radoteur (1975).
- Système avaleur mécanisé pour carte à puce (fin des années 70).
- Série des modems : "Iseut", "Tristan", modem "Apple Tel" (début des années 80).
- Danseur de musique (1985)[28].
- Machine à fabriquer des disquettes (1985).
- Saute-allumette (1987-1988)[29].
- Parkotron (1987).
- PIAF (1988)[30].
- Passe Navigo (1994)[31].
- Les Célimènes (2001) : Moreno réalise le premier prototype de Célimène[32], ce qu'il appellera plus tard de la « musique augmentée » en référence au « livre augmenté » d'iGutenberg[33]. Cette invention superpose la mélodie d'une musique avec le texte d'une pièce de théâtre, d'un poème, d'une chanson.

## Publications
- (Sous le pseudonyme de Laure Dynateur) L'Aide-mémoire du nouveau cordon-bleu, éd. Sofat, 1982
- Théorie du bordel ambiant : souvenir de l'irréversible (en collab. avec Bruno Ollivier), nouvelle édition augmentée, L'Archipel, Paris, 2002  (ISBN 2-84187-349-8)
- Roland Moreno, Carte à puce : l'histoire secrète, Paris, L'Archipel, 2002, 212 p. (ISBN 978-2-84187-348-7, OCLC 300864522) (accompagné d'un CD-ROM)
- Victoire du bordel ambiant, L'Archipel, Paris, 2011  (ISBN 978-2-8098-0398-3)[34]

## Odonymes

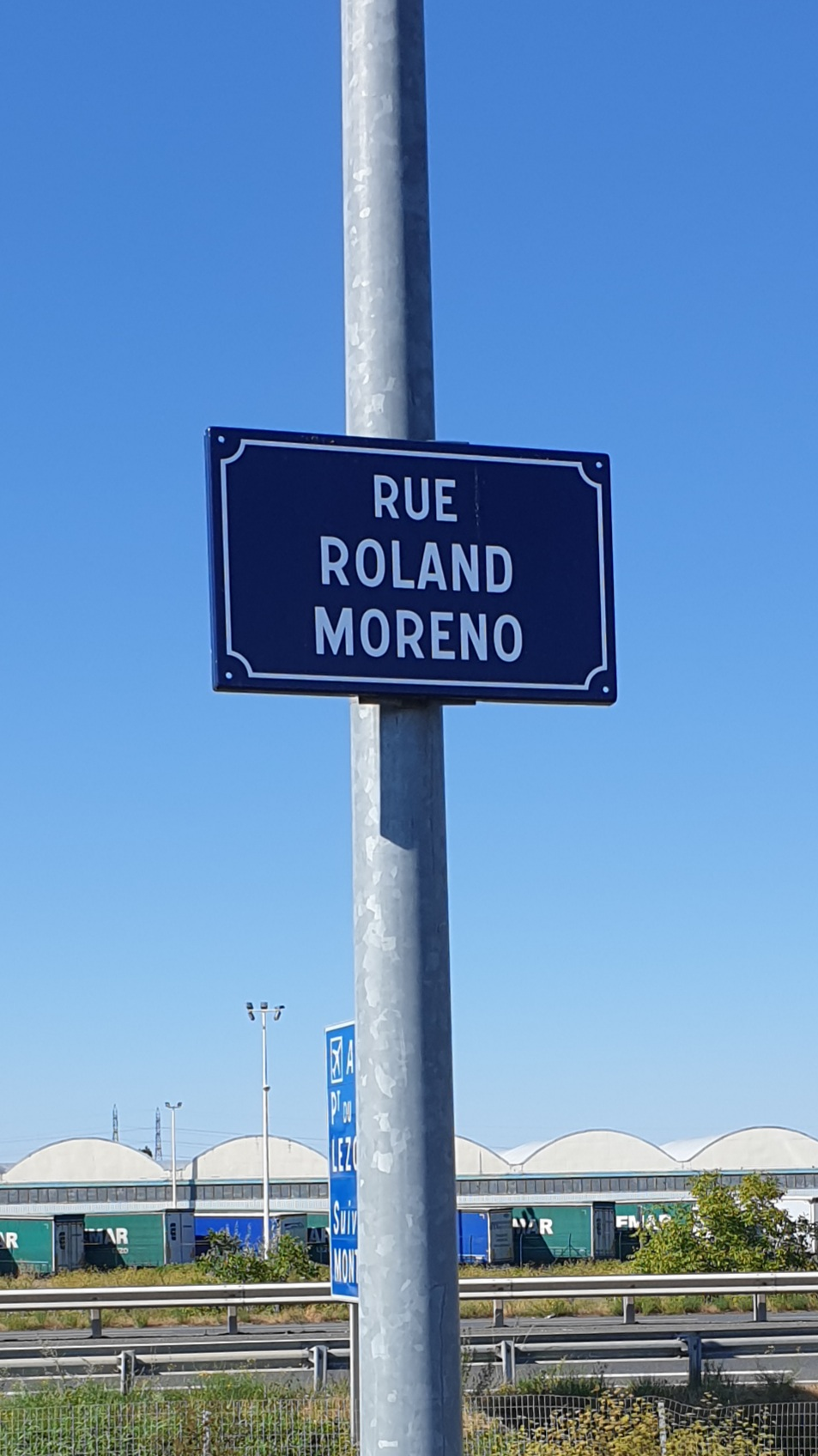
Panneau de la rue Roland-Moreno à Clermont-Ferrand, la rue dessert une usine Michelin et le magasin Ikea.

Une quinzaine de voies publiques nouvelles portent le nom de Roland Moreno en France : 
- Rovaltain, le parc technologique de Valence-TGV à Alixan (Drôme) ;
- Parc d'activités des Rives créatives de l'Escaut, Anzin ;
- Blois (Loir-et-Cher) ;
- Zone commerciale Auchan de Chauconin-Neufmontiers ;
- Zone industrielle du Brezet à Clermont-Ferrand ;
- Chauconin-Neufmontiers (Seine-et-Marne)
- La Chaussée-Saint-Victor  (Loir-et-Cher) ;
- Zone commerciale Carrefour, à Évreux ;
- Parc d'activités des Épineaux, à Frépillon (Val-d'Oise) ;
- Parc d'activités Les Pierrailleuses à Granzay-Gript (Deux-Sèvres) ;
- Noyal-sur-Vilaine (Ille-et-Vilaine) ;
- Zone d'activités de Liauze à Pont-l'Abbé-d'Arnoult (Charente-Maritime)
- Les Sables-d'Olonne (ancienne rue André-Marie Ampère de Château-d’Olonne) ;
- Zone de Queue-Ane, à Saint-Sulpice-de-Royan (Charente-Maritime) ;
- Parc d'activités communautaires Angers-Saint-Léger à Saint-Léger-de-Linières (Maine-et-Loire).

## Diverses retombées médiatiques
Dans le film Les Choses de la vie (1970) de Claude Sautet, le personnage du fils de Michel Piccoli, interprété par Gérard Lartigau, est inspiré de Roland Moreno. Il inspire aussi l'inventeur du Love Computer dans Les Sous-doués en vacances (1982) de Claude Zidi. Roland Moreno est par ailleurs crédité au générique des films Les Parapluies de Cherbourg et Les Demoiselles de Rochefort depuis leur remastérisation en 32 bits (1999) par Agnès Varda.